# ثنائية الجنس
ثنائية الجنس أو البينجنسية أو الإنترسكس (بالإنجليزية: Intersexuality)‏ هي حالة الشخص الذي ولد بجنس وسط (حرفياً (بالإنجليزية: Intersex)‏ إنترسكس)، أي بين ما يعدّ معياراً للذكورة والأنوثة. المعني بجنس وسط هو وجود اختلافات عن المعايير المعهودة للجنسين الذكر والأنثى، قد تكون اختلافات عضوية، صبغية/كروموسومية أو اختلافات في الخصائص الجنسية الثانوية أو غيرها من الاختلافات التي قد نعرفها أو لا نعرفها والتي قد لا تحدد بشكل قاطع كذكر أو أنثى حسب المعايير المقبولة طبياً و/أو قانونياً و/أو اجتماعياً. وقد تبنى الطب هذا اللفظ خلال القرن الماضي مشيرا إلى أي إنسان لا يصنف على أنه ذكر أو أنثى. المصطلحات المستخدمة لوصف الأشخاص ثنائيي الجنس غير متفق ومتنازع عليها، وتتغير بمرور الوقت وحسب المكان. كان يشار إلى الأشخاص مزدوجي الجنس سابقًا باسم "الخنثى" .

## أشكال ثنائية الجنس البيولوجي
عادة يسهل التعرف على ثنائيو الجنس أو البينجنسيون من أشكال الأعضاء التناسلية، يمكن أن يكون لدى ثنائيي الجنس بظر كبير بشكل ملحوظ أو بظر بغير فرج أو قضيب صغير بشكل ملحوظ أو صفن مقسم وكأنه شفرين، كما يمكن أن يكون عن ثنائيا بالصبغيات \ الكروموسومات، بحيث يكون لدى بعض الخلايا كروموسومات XX وبعضها الآخر XY، وفي الأغلب يلاحظ ذلك لدى الولادة. ولكن ليس هذا هو الحال دائما، فهناك من لا تتكشف ثنائية الجنس البيولوجي لديهم حتى وصولهم سن البلوغ، وآخرون يكتشفون ذلك عند ممارسة الجنس وعدم الإنجاب، أو لا يكتشف ذلك أبدا، ولا يظهر إلا في تشريح الجثة، أي أن بعض ثنائيي الجنس البيولوجي لم يكتشفو ذلك أبدا.
كثيرا ما يقوم الأهل والأطباء ببتر كل الأعضاء الظاهرة (مثل الخصيتين) أو تجميلها لتبدو أكثر «أنثوية» لدى الأطفال البينجنسيين، ويُخضعون لعلاج هرموني لبقية حياتهم، وهو أمر يتم عموما بغير قدرة الشخص على التراضي.